# Fusion-io
Fusion-io ist ein US-amerikanisches Unternehmen mit Sitz in Cottonwood Heights, im Bundesstaat Utah sowie einer Niederlassung im „Silicon Valley“, San Jose, Kalifornien (USA). Das Unternehmen entwickelt und baut Speicher zur Applikationsbeschleunigung auf Basis von NAND-Flash.
Das Unternehmen wurde 2006 gegründet und bietet seit 2007 Produkte an. Seit 2009 ist Apple-Mitgründer Steve Wozniak bei dem Unternehmen als Chef-Wissenschaftler (Chief Scientist) angestellt.
Am 16. Juni 2014 wurde die Übernahme durch SanDisk für 1,1 Mrd. Dollar bekanntgegeben.

## Finanzierung
Im März 2008 erhielt das Unternehmen in einer ersten Finanzierungsrunde insgesamt 19 Millionen US-Dollar von einer Gruppe von Investoren, die angeführt wird von „New Enterprise Associates“. Unter anderem gehört Michael Dell zu den Finanziers. In einer zweiten Finanzierungsrunde im April 2009 erhielt das Unternehmen weitere 47,5 Millionen US-Dollar von der Investorengruppe Lightspeed Venture Partners. Samsung ist seit Oktober 2009 ebenfalls an Fusion-io beteiligt. Beide Unternehmen verbindet eine enge Partnerschaft. In der dritten Finanzierungsrunde beteiligten sich Meritech Capital Partners, Accel Partners und Andreessen Horowitz mit ebenfalls 45 Millionen US-Dollar.
Seit Juni 2011 war das Unternehmen als Aktiengesellschaft an der NASDAQ gelistet.

## Technologie
Ungewöhnlich ist die von dem Unternehmen entwickelte Adressierung des NAND-Flash. Mittels FPGA und einer neuen Protokollschicht im Betriebssystem werden die Zellen direkt angesprochen. Gleichwohl steht der nicht flüchtige Speicher je nach eingesetzter Software in verschiedenen Formen zur Verfügung. Meist als LUN einer lokalen Festplatte oder eines Shared Storage-Block Device.

## Partnerschaften
Technologiepartner wie IBM, HP, Dell und Super Micro Computer halfen dem jungen Unternehmen ebenfalls in der Start-up-Phase. So zeigte IBM mit dem Projekt Quicksilver, welches auf Fusion-io-Hardware beruht, die höchste I/O-Performance seiner Zeit: eine Million IOPS. HP entwarf gemeinsam mit Fusion-io im März 2009 das Produkt IO Accelerator, mit dem im April 2009 ebenfalls 1.000.000 IOPS in einem einzigen ProLiant-Server nachgewiesen wurden.
Im Herbst 2012 kündigen NetApp und Cisco zu Zusammenarbeit mit dem Unternehmen an.

## Mitarbeiter
Das Unternehmen hat etwa 450 Mitarbeiter (Stand Juli 2011) in Europa, Asien, Australien und den Vereinigten Staaten. CEO ist Mitgründer David Flynn.